# さよならエマニエル夫人
『さよならエマニエル夫人』（さよならエマニエルふじん、Goodbye Emmanuelle）は、1977年のフランス映画。『エマニエル夫人』から続いたシリーズの最終作。主演はシルビア・クリステル。

## スタッフ
- 監督：フランソワ・ルテリエ
- 製作：イヴ・ルッセ＝ルアール（フランス語版）
- 原作：エマニュエル・アルサン
- 脚本：フランソワ・ルテリエ、モニク・ランジェ
- 撮影：ジャン・バダル（フランス語版）
- 音楽：セルジュ・ゲンズブール

日本語版
- 演出：山田悦司
- 翻訳：水垣良
- 制作：ザック･プロモーション

## キャスト
| 役名               | 俳優                               | 日本語吹替                                |
| 役名               | 俳優                               | 東京12ch版                                |
| ------------------ | ---------------------------------- | ----------------------------------------- |
| エマニエル         | シルビア・クリステル               | 上田みゆき                                |
| ジャン             | ウンベルト・オルシーニ             | 羽佐間道夫                                |
| グレゴリー         | ジャン＝ピエール・ブーヴィエ       | 納谷六朗                                  |
| クロー             | シャルロット・アレクサンドラ       | 弥永和子                                  |
| ドロシー           | アレクサンドラ・スチュワルト       | 翠準子                                    |
| ミシェル           | ジャック・ドニオル＝ヴァルクローズ | 宮川洋一                                  |
| クララ             | シルビー・フェネック               | 小谷野美智子                              |
| ギョーム           | エリック・コラン                   | 長堀芳夫                                  |
| セシール           | キャロライン・ローレンス           | 小山茉美                                  |
| アンジェリーク     | ラディア・フライ                   | 原えおり                                  |
| セラファン         | グレッグ・ジェルマン               | 宮下勝                                    |
| ジェラール         | ジャック・アレン                   | 村山明                                    |
| 老人               |                                    | 村松康雄                                  |
| アンジェリークの夫 |                                    | 黒部鉄                                    |
| バネッサ           |                                    | 野崎貴美子                                |
| 母親               |                                    | 峰あつ子                                  |
|                    |                                    |                                           |
| 演出               | 演出                               | 山田悦司                                  |
| 翻訳               | 翻訳                               | 水垣良                                    |
| 効果               |                                    |                                           |
| 調整               |                                    |                                           |
| 制作               | 制作                               | ザック・プロモーション                    |
| 解説               | 解説                               | 河野基比古                                |
| 初回放送           | 初回放送                           | 1979年4月12日 『木曜洋画劇場』※正味約93分 |

※日本語吹替は放映当時視聴率は15.8%を記録。